# Friedhof Radebeul-Ost
Der Friedhof Radebeul-Ost, auch Hauptfriedhof Radebeul bzw. Lutherfriedhof nach der zuständigen Kirchgemeinde, ist einer der beiden Radebeuler Hauptfriedhöfe. Er wurde 1890 im Zusammenhang mit dem Bau der Lutherkirche an der Serkowitzer Straße 33 bzw. Friedhofstraße 11 angelegt. Der Friedhof steht heute unter Denkmalschutz, er gilt als denkmalpflegerische Sachgesamtheit sowie als denkmalgeschütztes Werk der Landschafts- und Gartengestaltung, dazu kommen als ausgewiesene Einzeldenkmale „alte Feierhalle (Anschrift: Friedhofstraße 7) und neue Feierhalle (Anschrift: Serkowitzer Straße 33) und Einfriedungsmauer, Grufthaus Karl May, Jugendstilgruft, Grabmal Doerstling und Beckert sowie weitere Grabanlagen“.

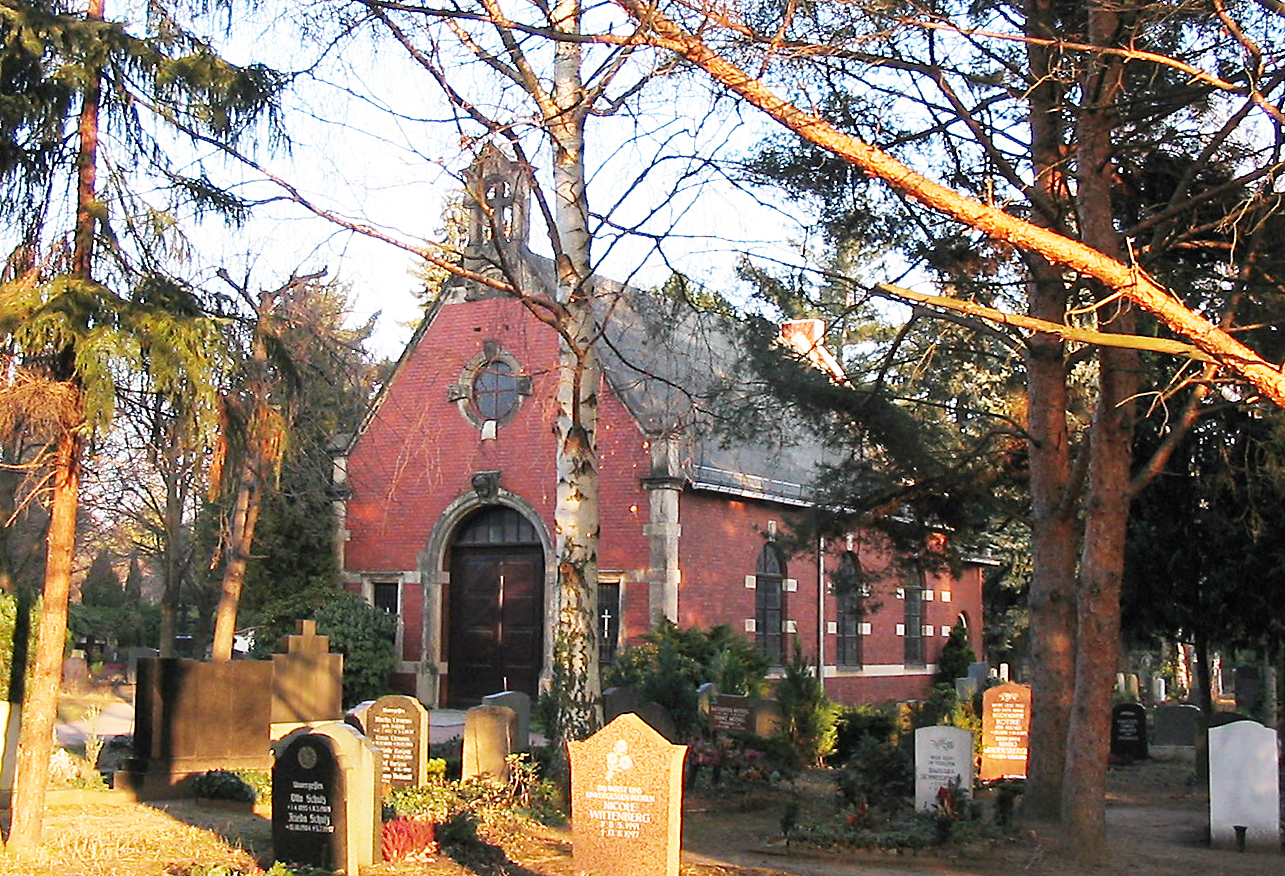
Friedhof Radebeul-Ost, Kapelle von Schilling & Graebner

Der Denkmalwert der Kulturdenkmale besteht „wegen ihrer Zeitzeugenschaft, ihrer Bedeutung für die Ortsgeschichte, ihres Erinnerungswertes und zum Teil ihres künstlerischen Wertes“.

## Geschichte

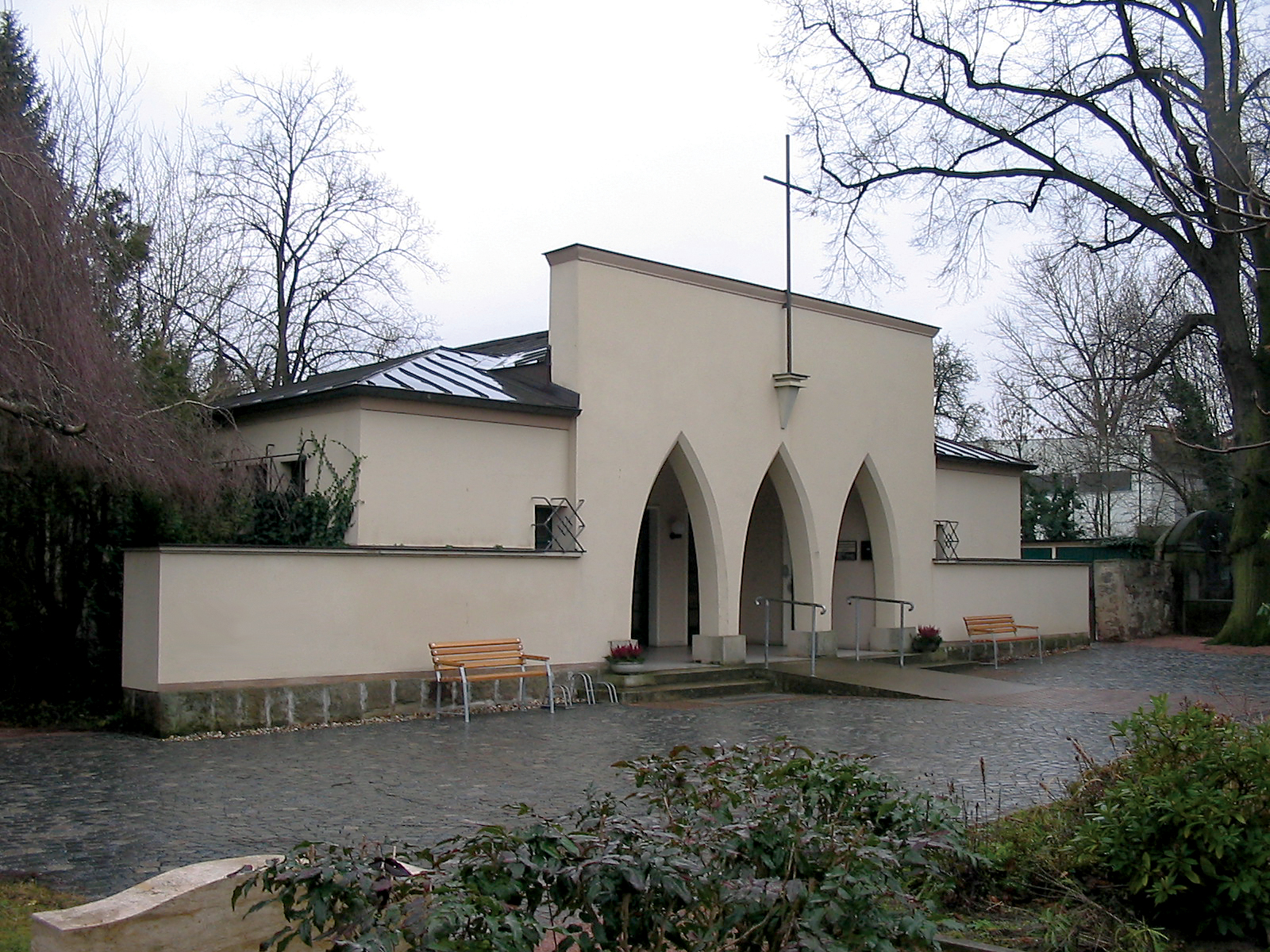
Friedhof Radebeul-Ost, Feierhalle von Max Czopka

1854 wurde in der neuerrichteten Oberlößnitzer Schule ein Betsaal eingerichtet, in dem in der Folgezeit immer häufiger Gottesdienste für die gemeinsam zum Kirchspiel Kaditz gehörenden Gemeinden Oberlößnitz, Radebeul und Serkowitz abgehalten wurden. So entstand in den östlichen Lößnitzgemeinden der Wunsch nach einer eigenen Parochie, die 1890 gebildet wurde.
1890 wurde deshalb im Zusammenhang mit dem Bau der Lutherkirche ein neuer Friedhof im Westen an der Grenze zwischen Radebeul und Serkowitz angelegt, 1891 erfolgte die Einweihung der von Schilling & Graebner geschaffenen Friedhofskapelle, welche bereits 1912 umgebaut wurde. Der Saalbau mit Rundbogenportal und Glockentürmchen hat auf der Ostseite eine polygonale Apsis.
1901 wurde die Grundfläche des Friedhofs verdoppelt, 1920 entstand nach Plänen von Emil Högg der neueste Teil des Friedhofs. 1928/1929 entwarf Max Czopka die Neue Feierhalle im Stil des Art déco. Die Feierhalle, in der auch die Verwaltung untergebracht ist, hat ein flaches Walmdach aus Blech und als Eingang eine hohe Schildmauer mit drei lanzettbogigen Öffnungen, darüber ist auf einer Konsole das Kreuz angebracht.
Die eichene Kreuzigungsgruppe in der Kapelle schuf 1955/1956 die im Stadtteil Oberlößnitz lebende Bildhauerin Magdalene Kreßner.

## Grabmale
Die im Folgenden aufgeführten Gräber sind hauptsächlich nach der Denkmaltopographie Bundesrepublik Deutschland. Denkmale in Sachsen: Stadt Radebeul denkmalpflegerisch hervorzuhebende Grabstellen, ergänzt durch bedeutende, dort beerdigte Persönlichkeiten.
- Wandgrab, anonym (nahe Grabmal Bauer)
- Grabmal Altmann
- Grabmal Max Richard Barth
- Familiengrabmal Friedrich Hermann Barth. Bedeutsam im Zusammenhang mit dem benachbarten Grufthaus von Karl May
- Grufthaus Franz Bauer
- Familiengrab Ernst Beckert (1840–1909), Fabrikant und Erfinder
- Grabmal Hermann Bergmann
- Grabanlage Friedrich Eduard Bilz (1842–1922), Naturheilkundler, und Familie (u. a. Söhne Ewald, Alfred und Johannes)

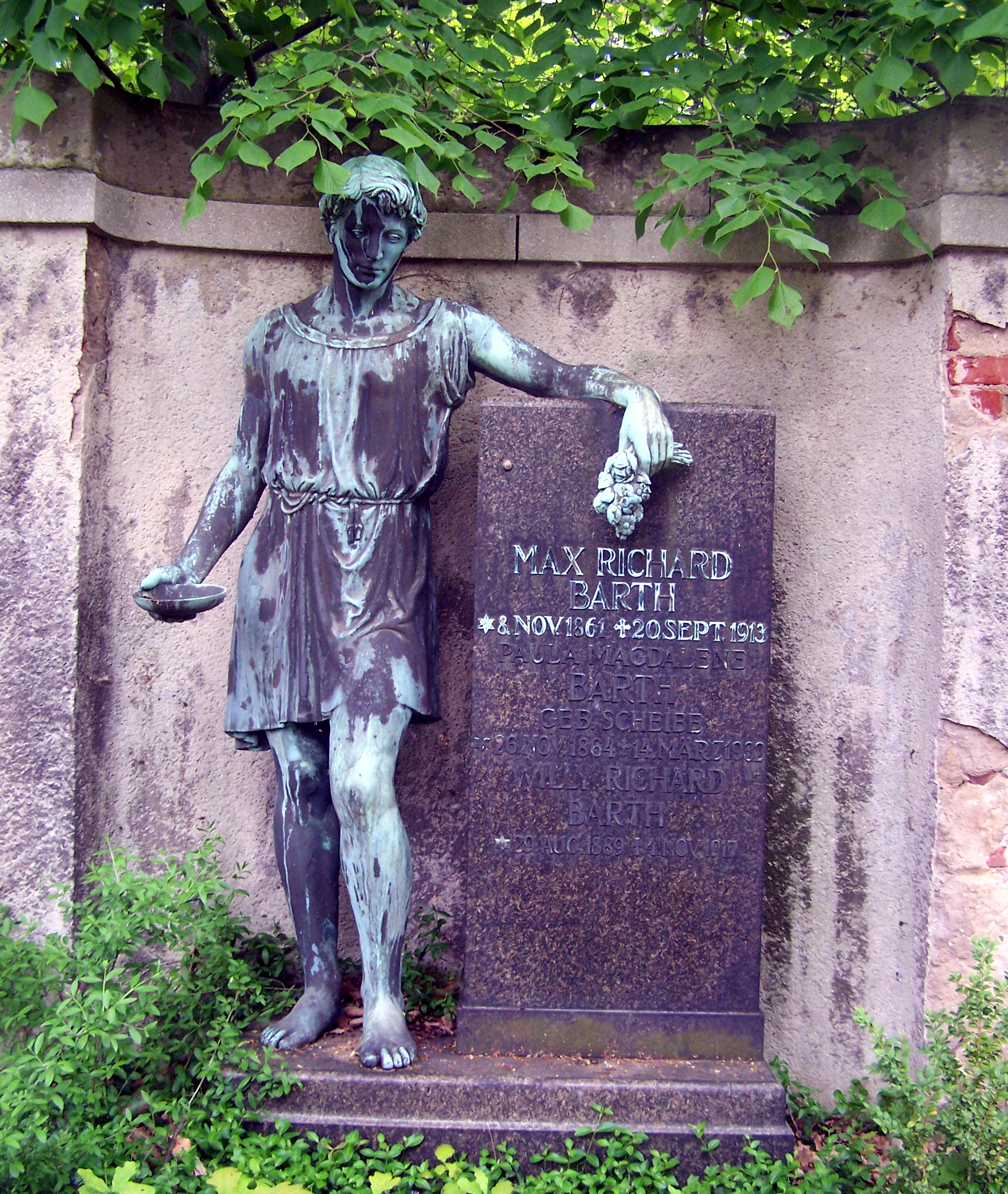
Grabstelle Max Richard Barth
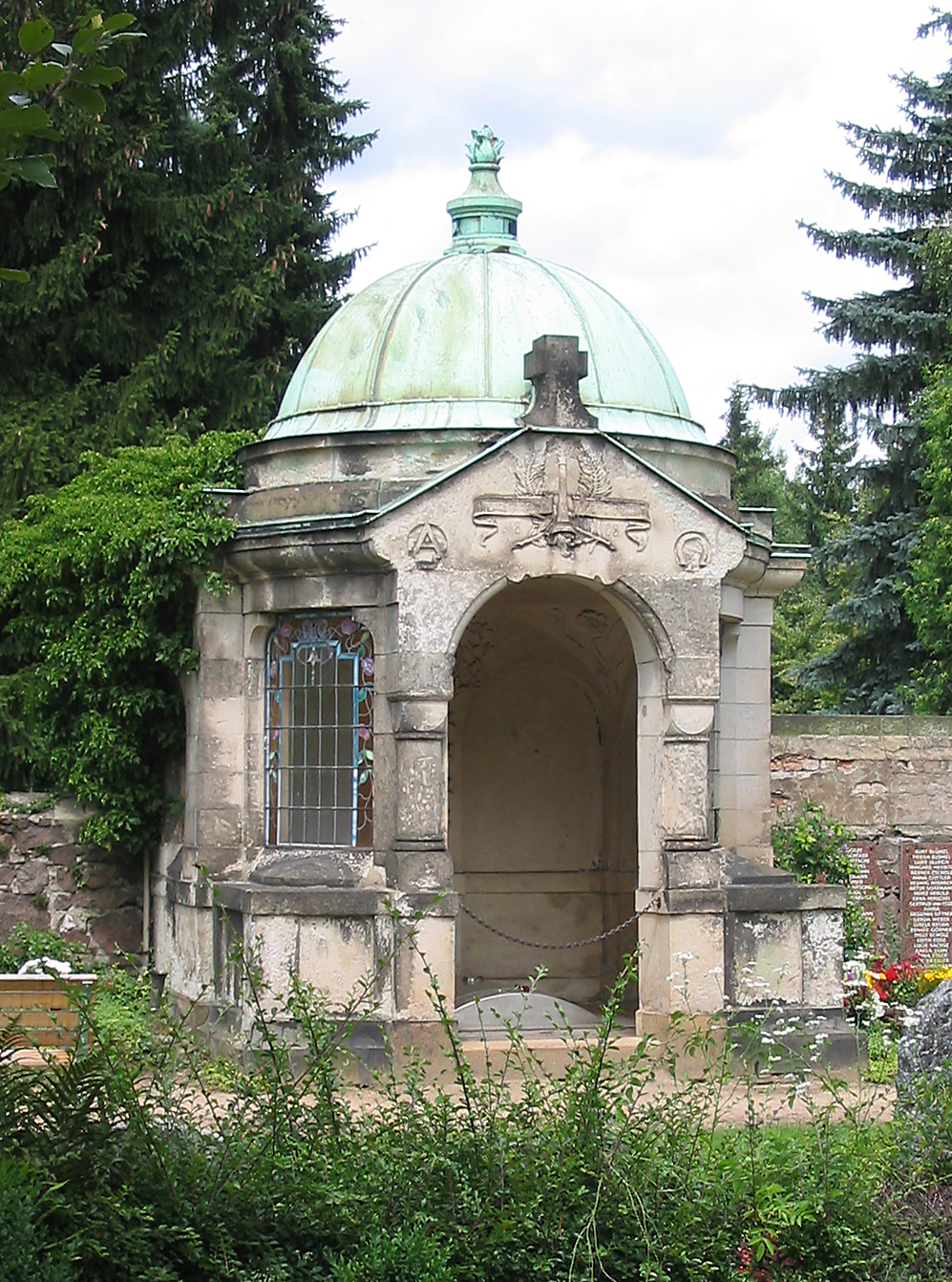
Grufthaus Franz Bauer
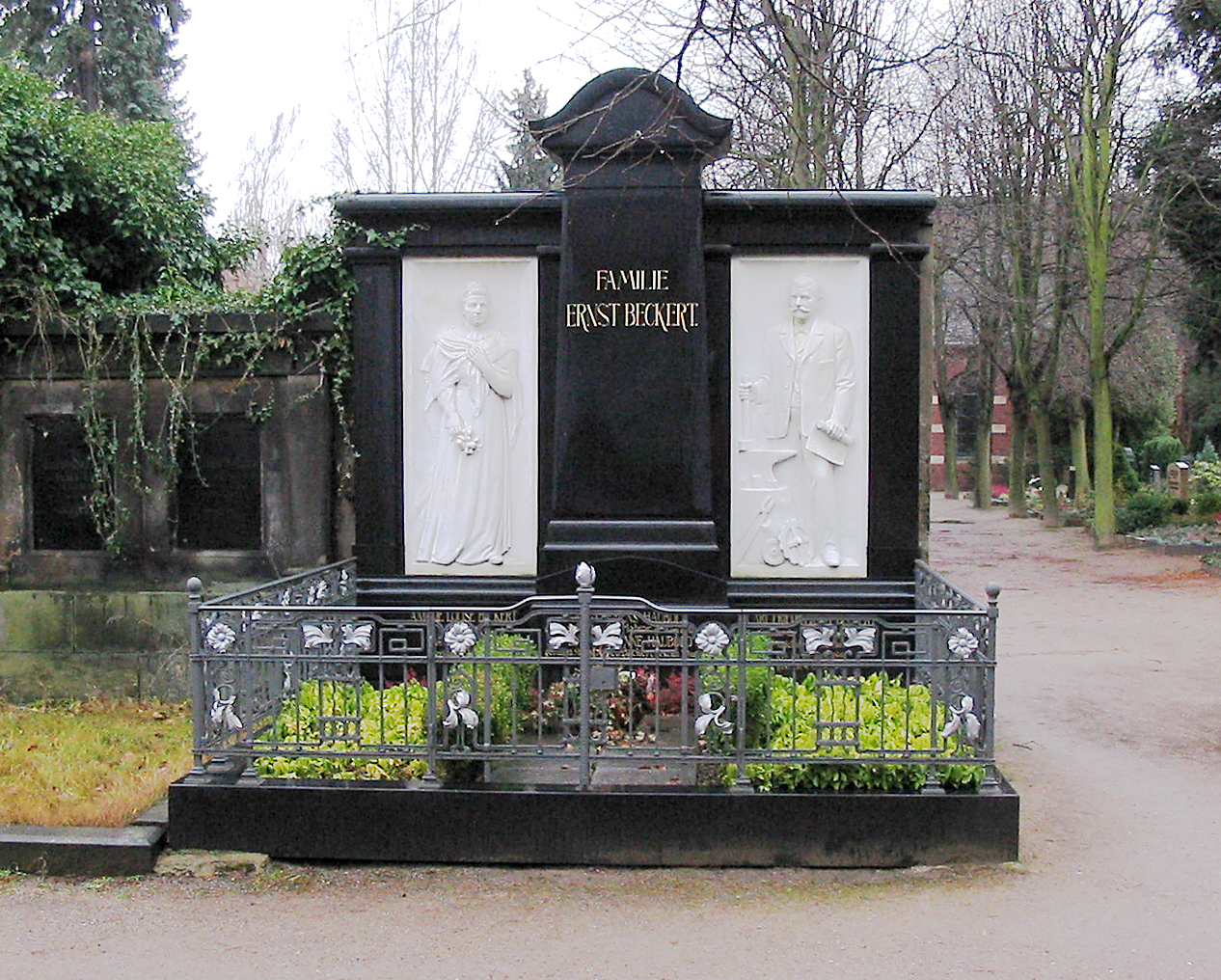
Grabmal Ernst Beckert
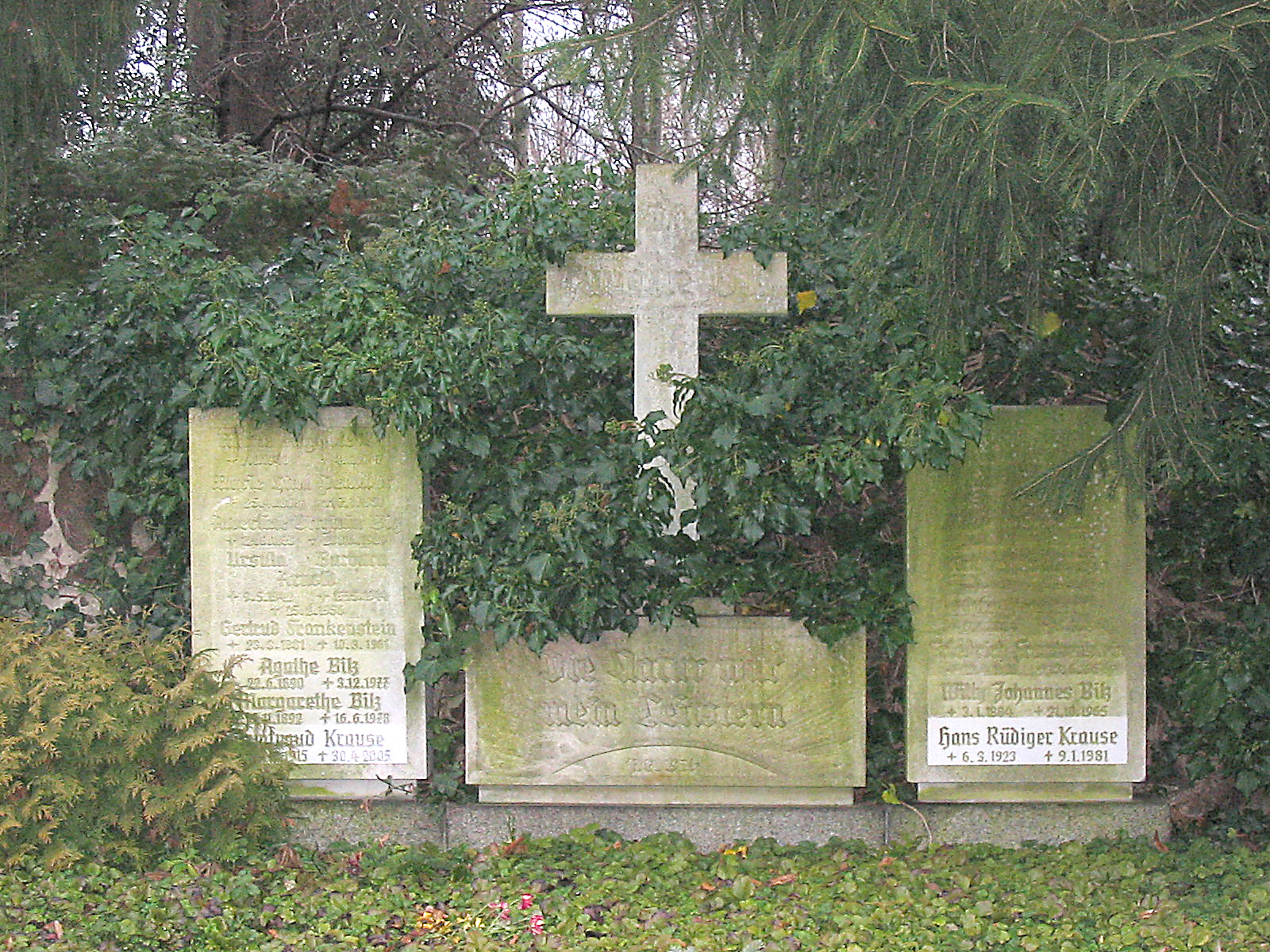
Bilz-Familiengrabstelle

- Wandgrab Richard Böhme (Bildhauer Alexander Höfer)
- Familiengrab Burghagen: jetzt belegt mit Horst Meyer (1906–1995), Spielzeugfabrikant, übernahm vom Bruder Gerhard Meyer die Firma Plastolit. Marmorplatte im Wandgrab in hellgrauem Granit mit der Figur eines toten Jünglings vor Sternenhintergrund (signiert SS für Sascha Schneider)
- Wandgrab Otto Victor Chares
- Grabmal Colditz
- Grabmal Gustav Adolf Danneleit
- Familiengrab Doerstling-Nestler, Ernst Clemens Doerstling
- Familiengrab Eisold
- Grabmal Karl Friedrich Wilhelm Fabian
- Wandgrab Johanna Freund
- Ernst Willi Giese (1911–1995), deutscher Papiertechnologe und Hochschullehrer[5]
- Familiengrab Friedrich Hesse[6] (u. a. Sohn Walther Hesse, Bildhauer Arnold Kramer)
- Grabmal Robert Wilhelm Hey
- Grabstätte Emil Högg (1867–1954), Architekt, Hochschullehrer in Dresden, kommunaler Abgeordneter in Radebeul
- Familiengrab Carl Theodor Honymus (ev. Villa Honymus)
- Familiengrab Käfer/Pinkert, Carl Käfer (1856–1910), Architekt und Baumeister
- Grabmal Ernst Kegel (1876–1945), Chemiker
- Karl Richard Kelling († 1937), Fabrikant, „Grabmal aus Granitblock und Bronzefigur einer Knienden mit Lorbeerkranz“ von Hans Dammann und Heinrich Rochlitz
- Dieter Kober (1920–2015), deutsch-amerikanischer Musiker, Dirigent, Musikpädagoge, Gründer und Musikdirektor des Chicago Chamber Orchestra.

- Doppelgrab Koebig/Thoenes, Fabrikbesitzer (Radebeuler Maschinenfabrik August Koebig/Thoenes Dichtungswerk). Kalkstein-Grabmal mit Sitzfigur einer Trauernden in Bronze (signiert Ebe 1938)

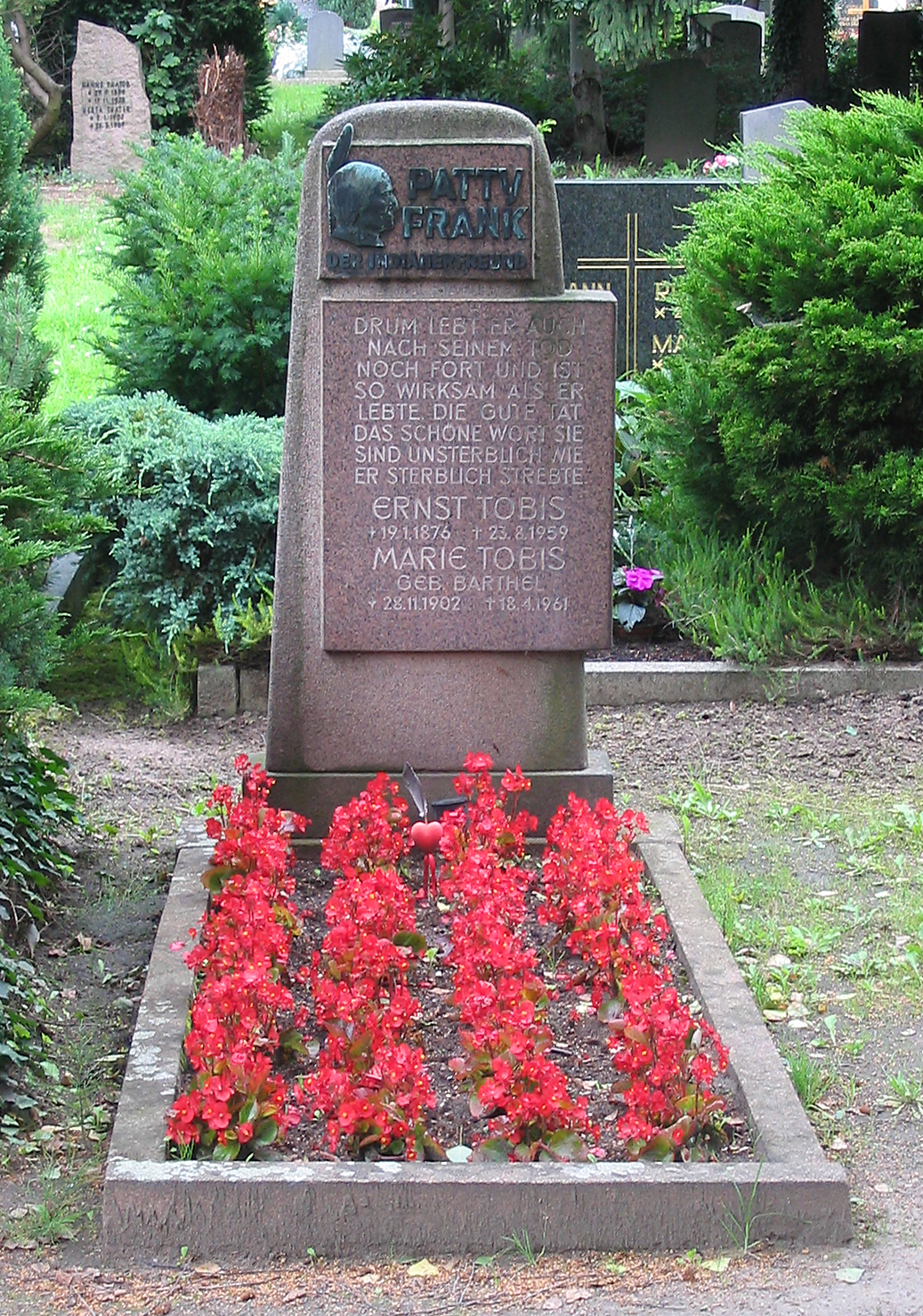
Grabmal von Patty Frank
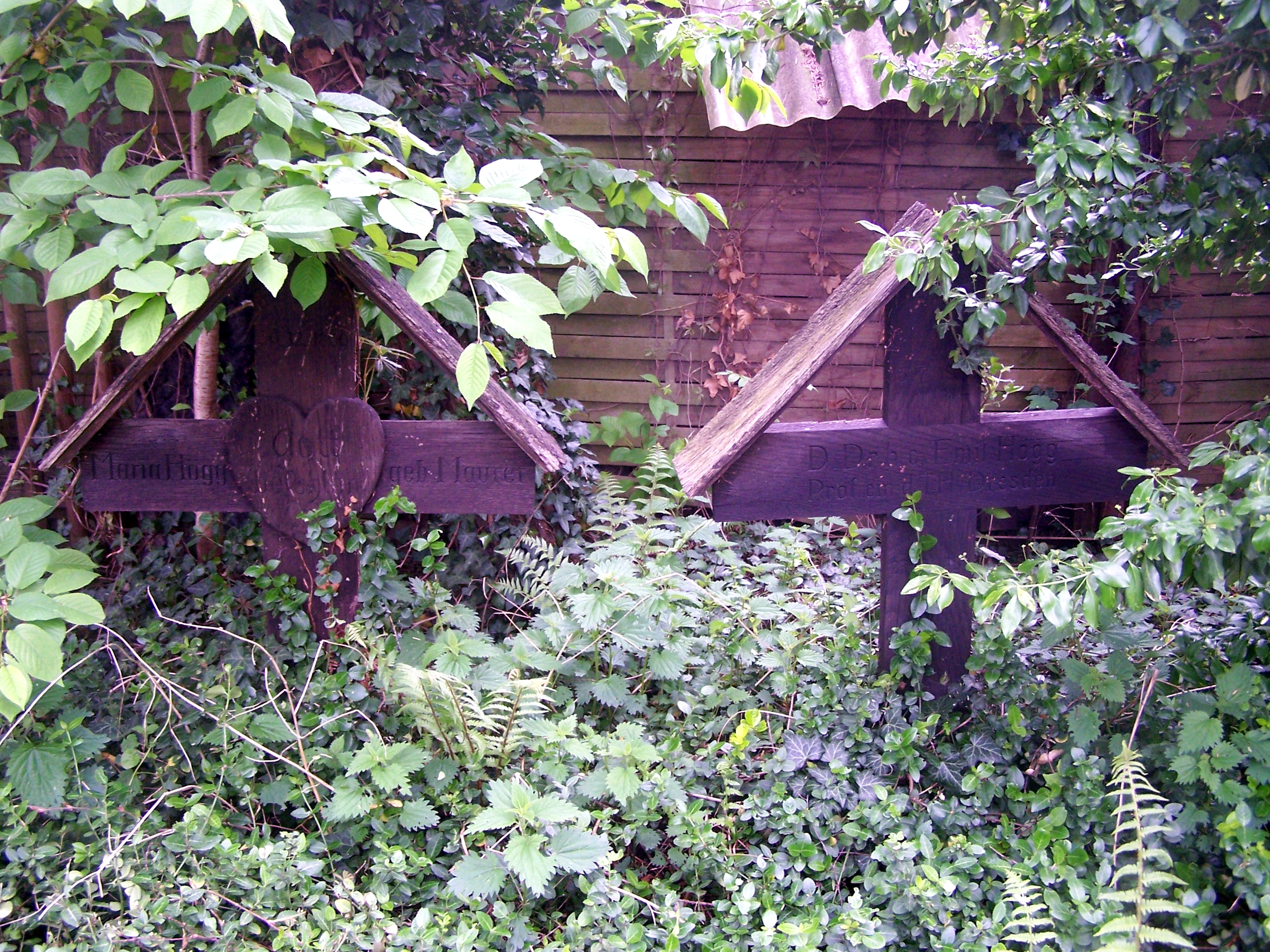
Grabstelle Emil Högg
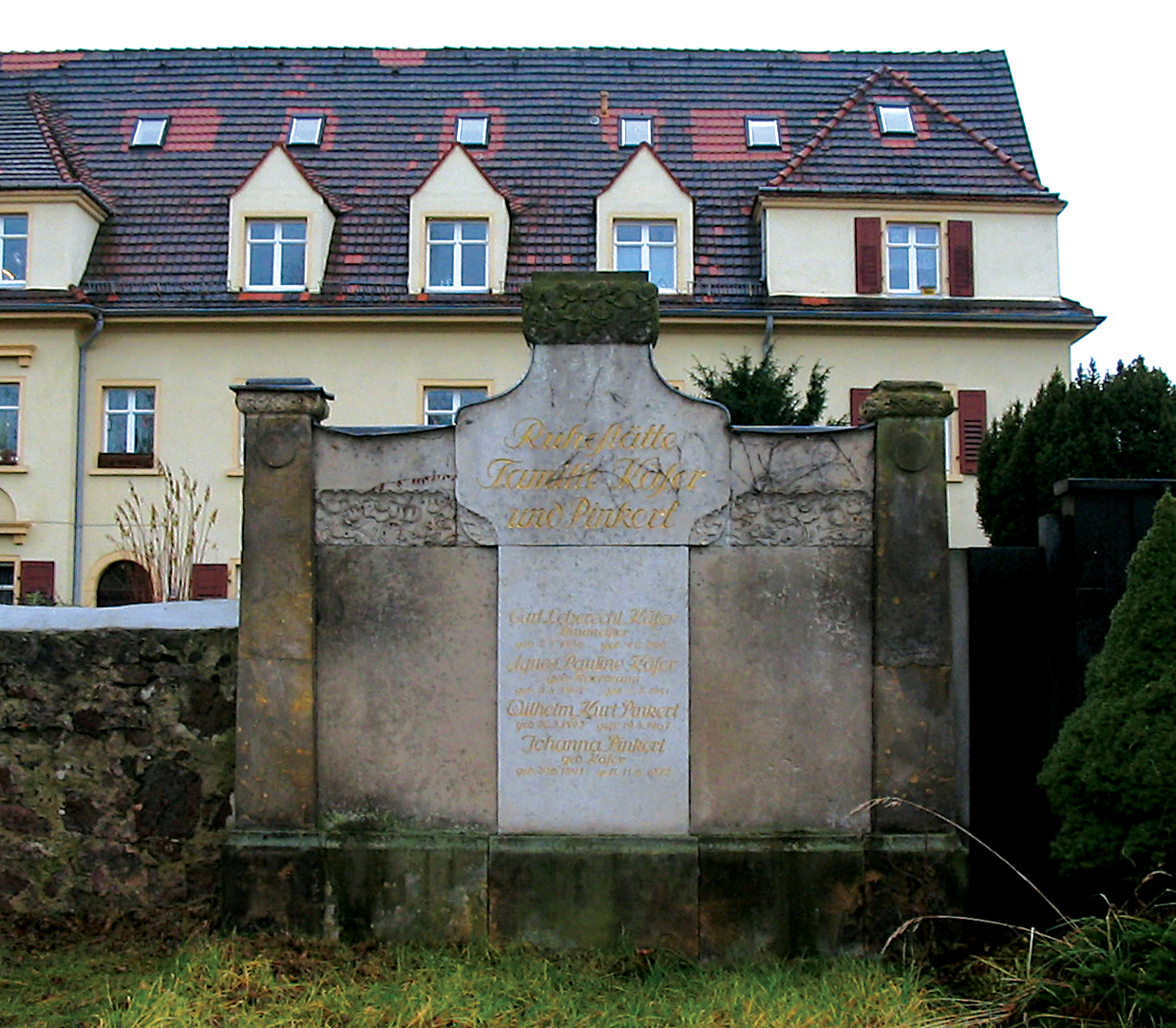
Grabmal von Carl Käfer
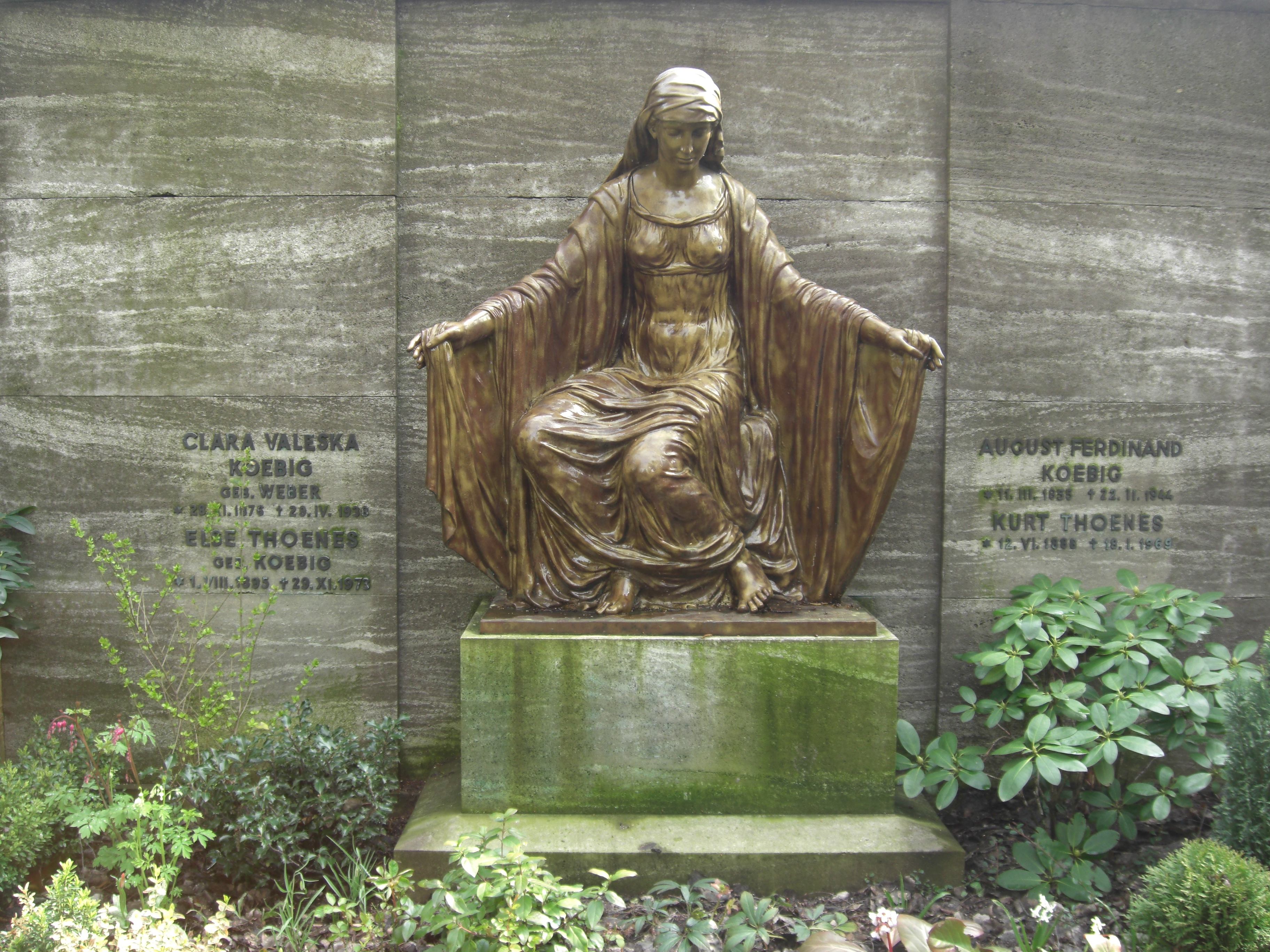
Grab von August Ferdinand Koebig

- Familiengrab Krahmer
- Togare Dolores Kulovits (1877–1945), die erste Eisbären-Dompteuse der Welt[7]
- Max Kuntze (1846–1917), Bankier und Mitglied der Ständeversammlung
- Fritz Lambert (1882–1952), Psychotherapeut
- Familiengrab Paul Löffler, Architekt/Ernst Berthold, Fabrikbesitzer
- Karl May (1842–1912), Schriftsteller, und Klara May (May-Grabmal)
- Familiengrab Möbius/Janke/Wehner. Grabanlage von Leopold Armbruster
- Richard Müller (1903–1999), Chemiker, Professor für Silikonchemie („Vater der Silikone“)[5]
- Albert Patitz[8] (1906–1978), deutscher Architekt
- Familiengrab Philipp
- Lorenzo Riese[9] (1836–1907), deutscher Kammersänger (Tenor)

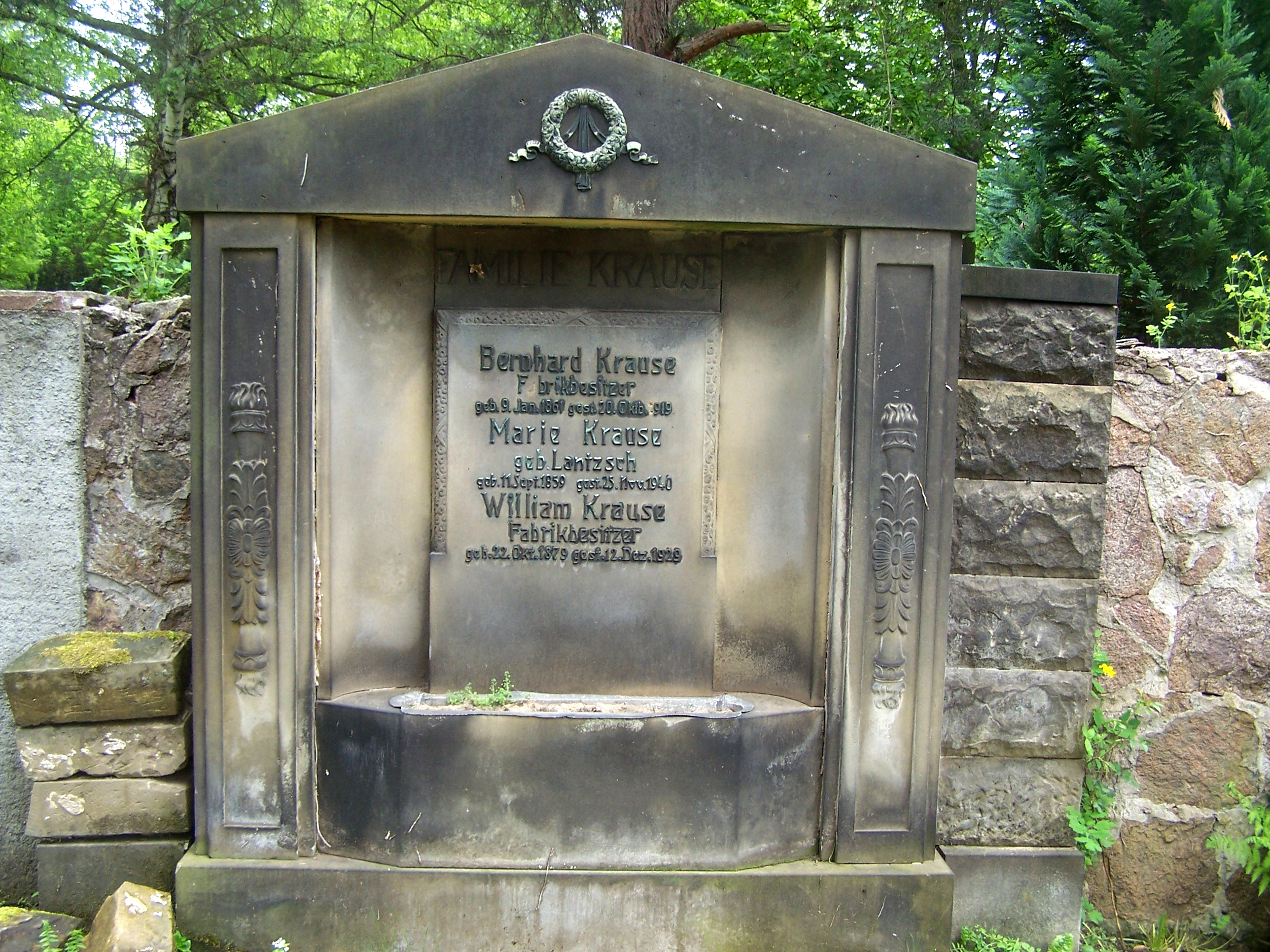
Grabstelle Bernhard Krause, William Krause
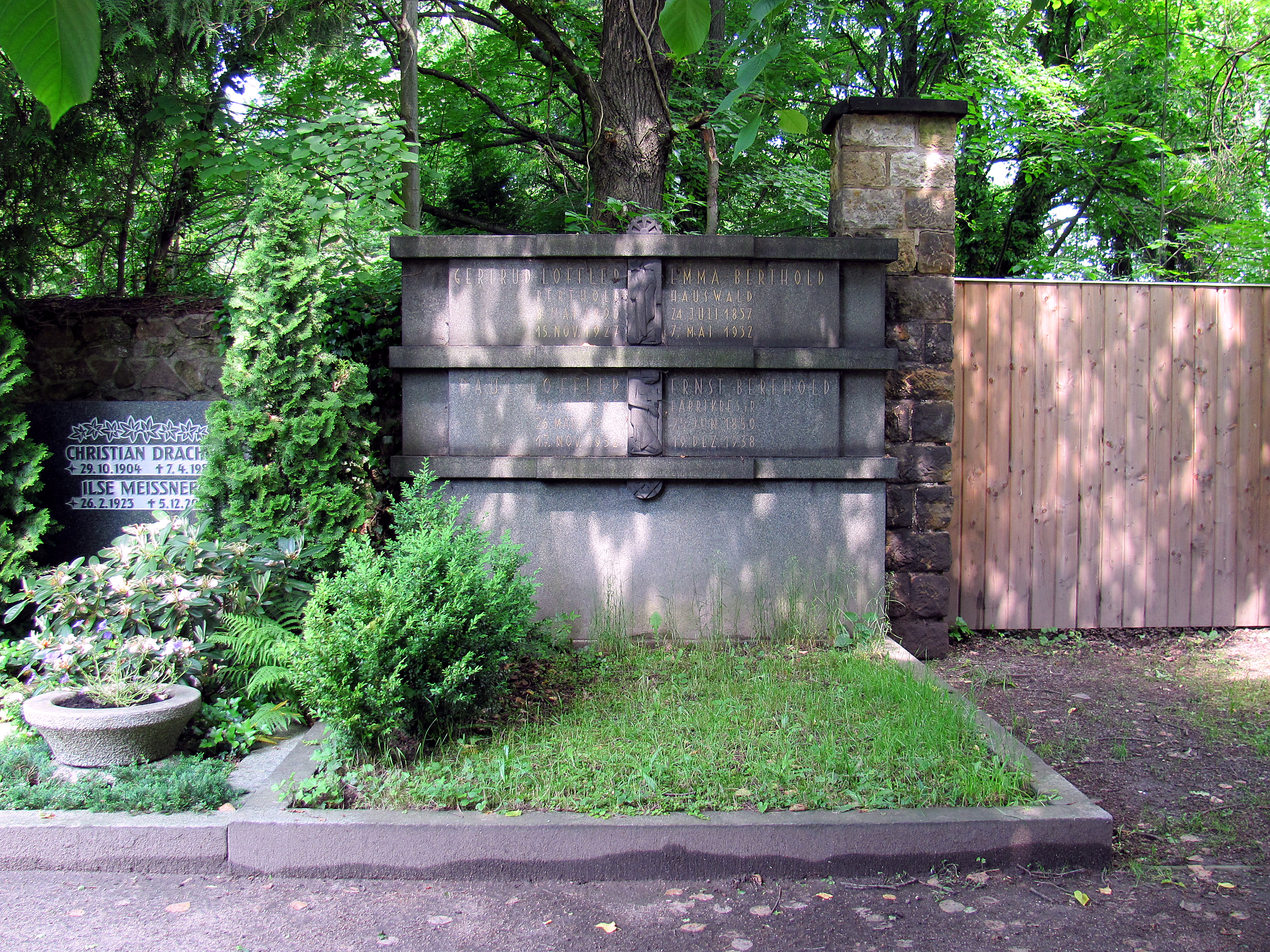
Gemeinschaftsgrab Löffler/Berthold
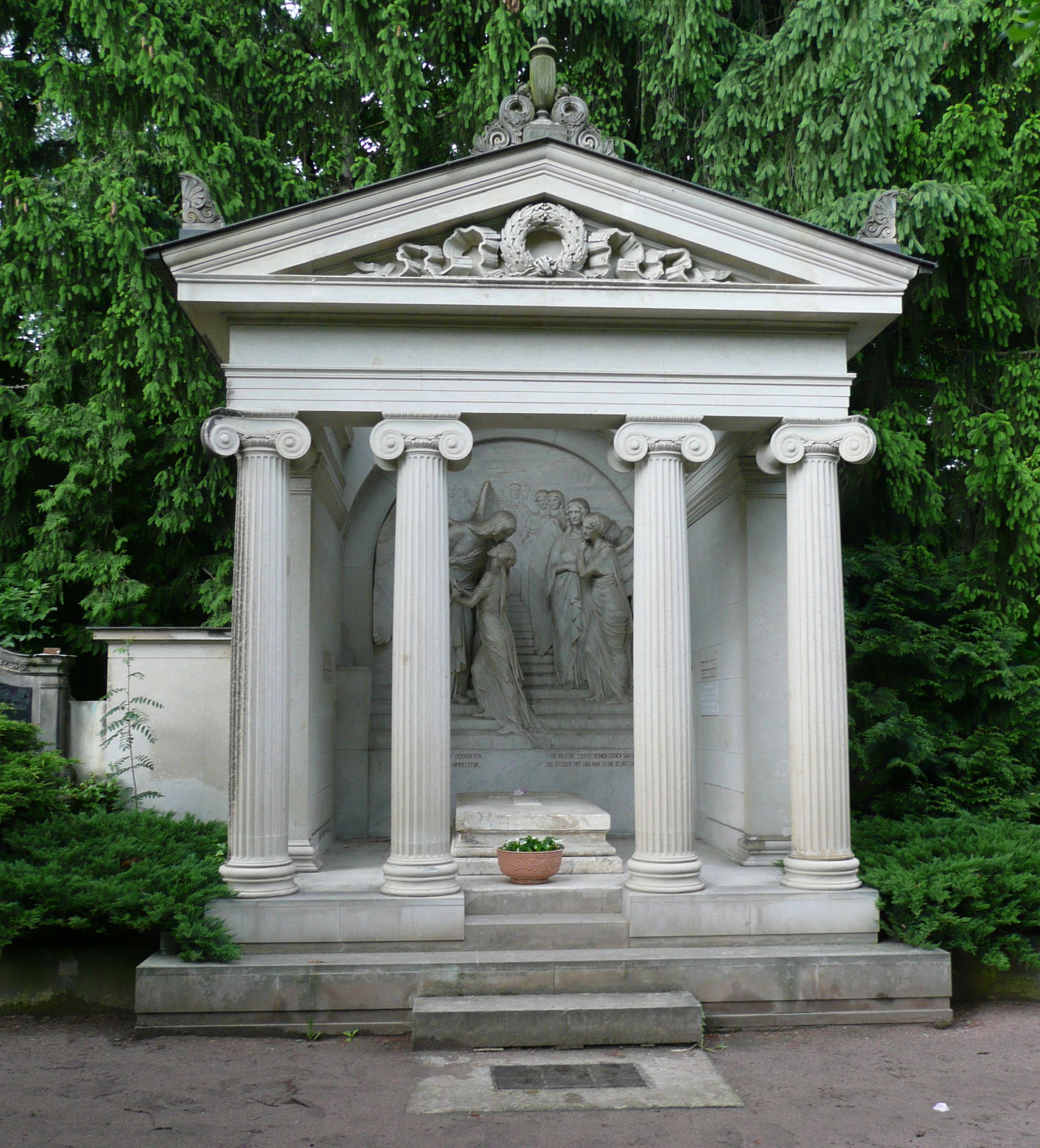
Grufthaus Karl und Klara May
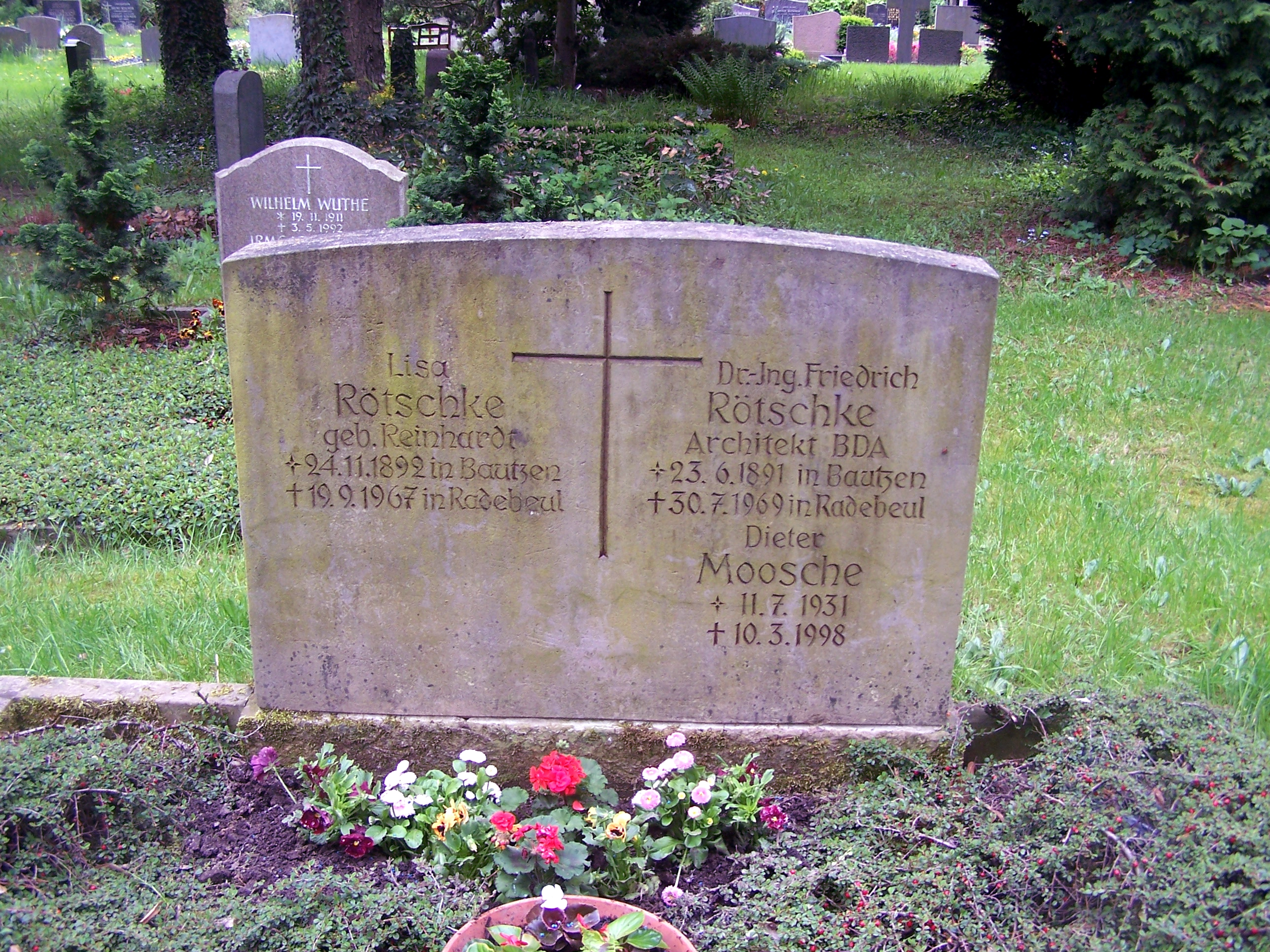
Grab von Friedrich Rötschke

- Grabmal Euchar Albrecht Schmid (1884–1951), Jurist, Schriftsteller und Karl-May-Verleger
- Grabmal Hildegard Schöbel (1929–2011), Theaterautorin und Dramaturgin
- Grabstelle Hermann Simang
- Wandgrab Hermann Villnow
- Familiengrab Ziller/Hennig, Gustav Ziller (1842–1901), einer der beiden Inhaber der Radebeuler Baufirma „Gebrüder Ziller“, und Familie nebst Schwagerfamilie (Bronzerelief von Peter Pöppelmann)

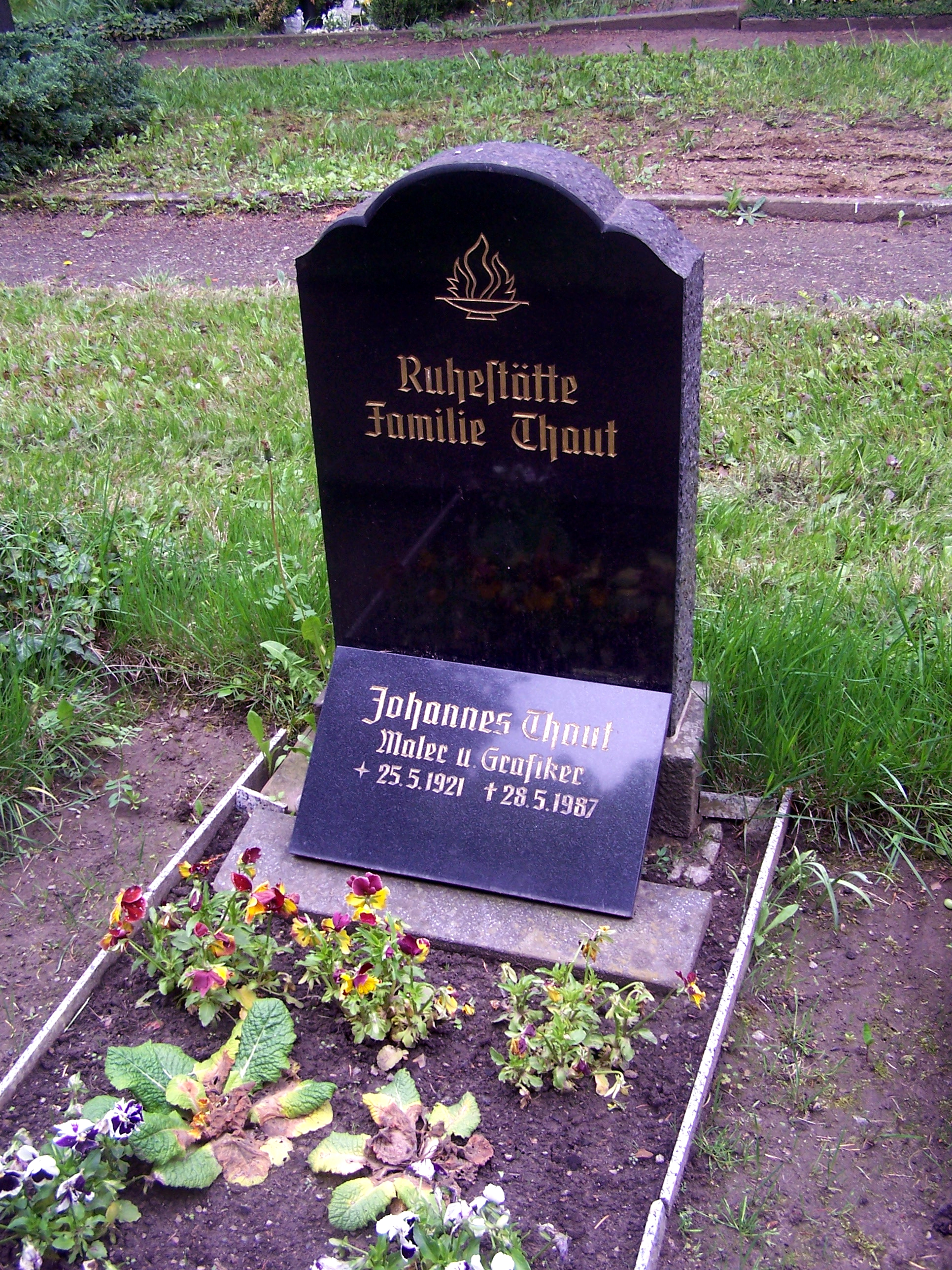
Grab von Johannes Thaut
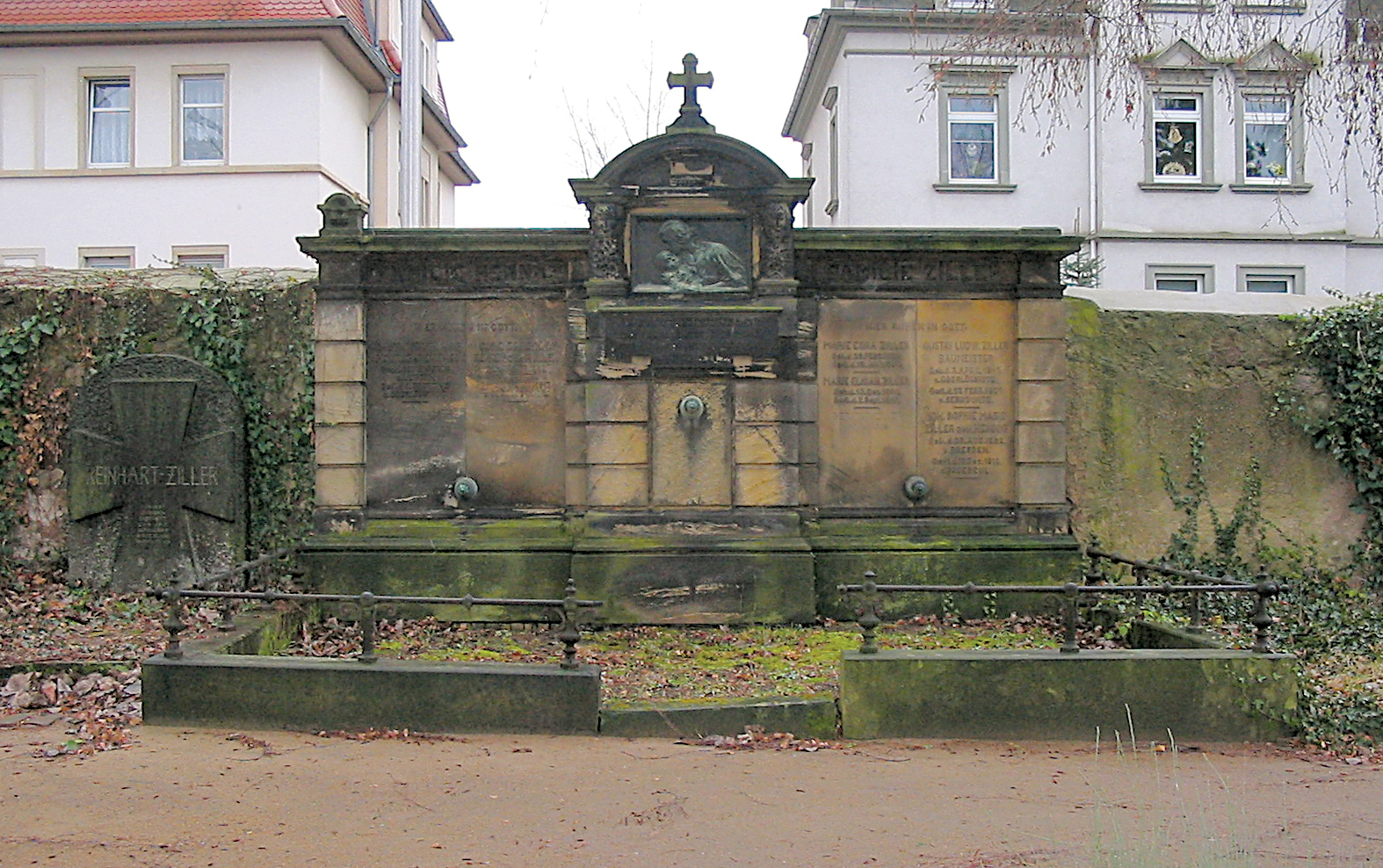
Familiengrab Gustav Ziller (links Grabmal Reinhard Ziller)

## Bombenopfergrabanlage

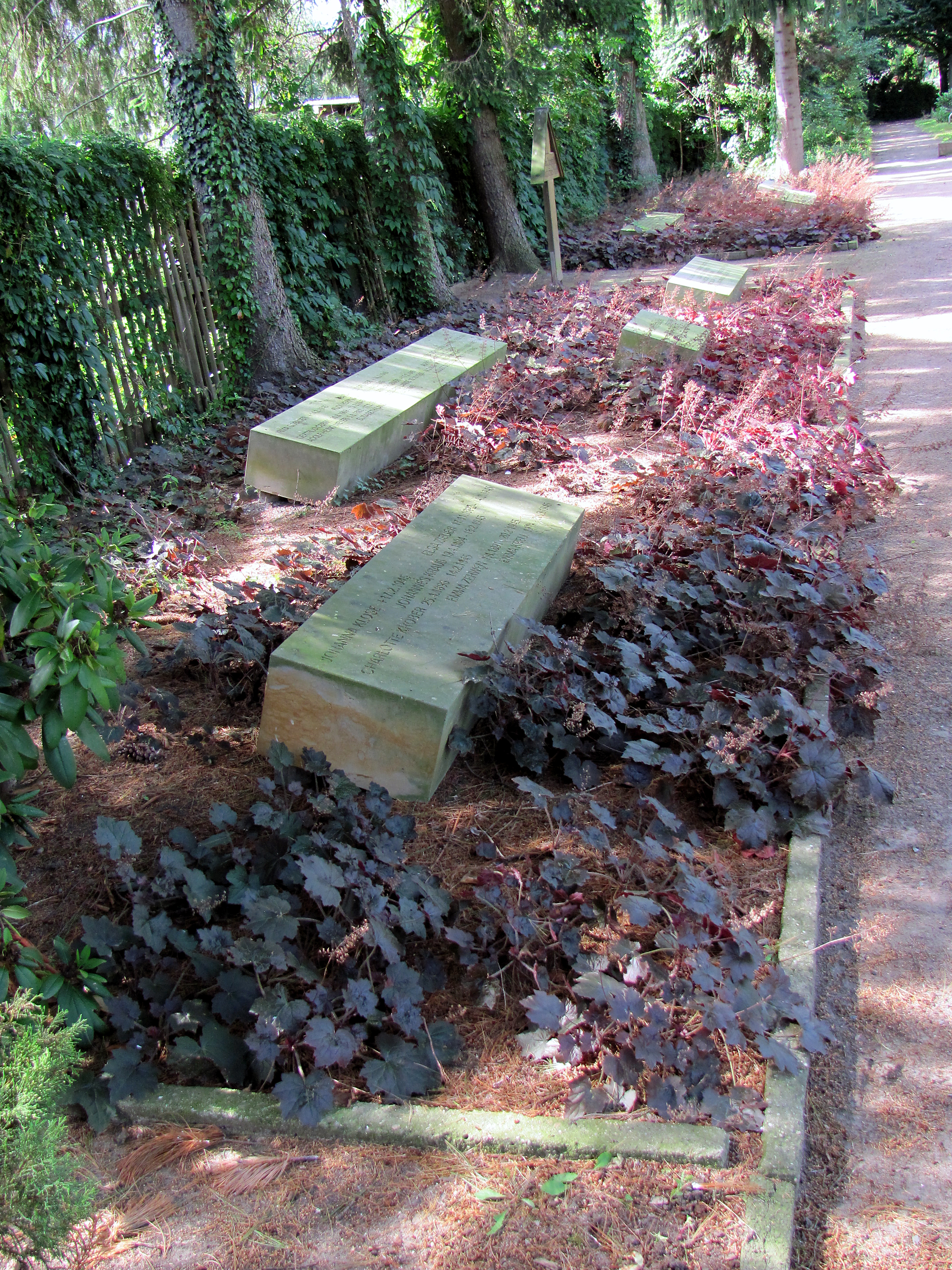
Radebeuler Bombenopfergrab, Übersicht

Zusätzlich befindet sich auf dem Lutherfriedhof die Bombenopfergrabstätte zur Erinnerung an die 51 Menschen, die am 14. Februar 1945 zu Opfern wurden. Die meisten verstarben an jenem Tag, bei wenigen weiteren sind Sterbedaten bis zum 20. Februar angegeben. Vier Opfer, drei weibliche und eine männliche Person, konnten nicht identifiziert werden; für diese gibt es einen einzelnen Gedenkstein. Alle anderen Opfer sind auf den liegenden, längsrechteckigen Steinen mit Namen sowie Geburts- und Sterbedatum angegeben. Auf dem in der Mitte platzierten Gedenkstock findet sich die Inschrift  

„Aus dem Leben gerissen und doch in Gottes Hand“

Die getroffenen Gebäude Ahornstraße 2, Clara-Zetkin-Straße 10, Goethestraße 22 und Waldstraße 34 sind in Radebeul die einzigen, durch die Luftangriffe auf Dresden, zerstörten Häuser.
Die Kriegsopferanlage wurde im Jahr 2006 neu gestaltet. Der Bauherrschaft wurde dafür anlässlich des Radebeuler Bauherrenpreises 2006 eine „Besondere Würdigung für die Schaffung einer Stätte des Gedenkens“ ausgesprochen.

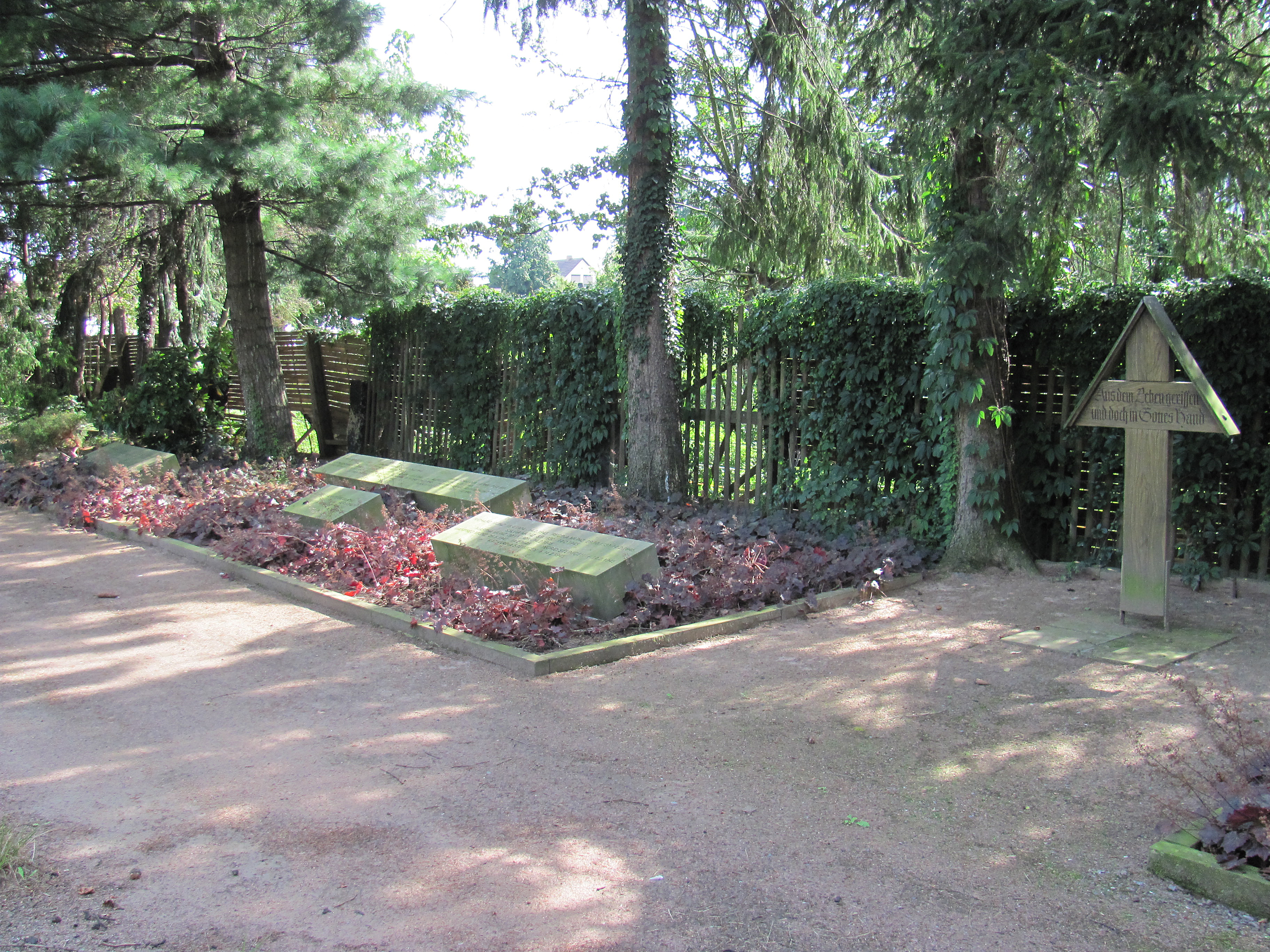
Radebeuler Bombenopfergrabstätte, linke Seite
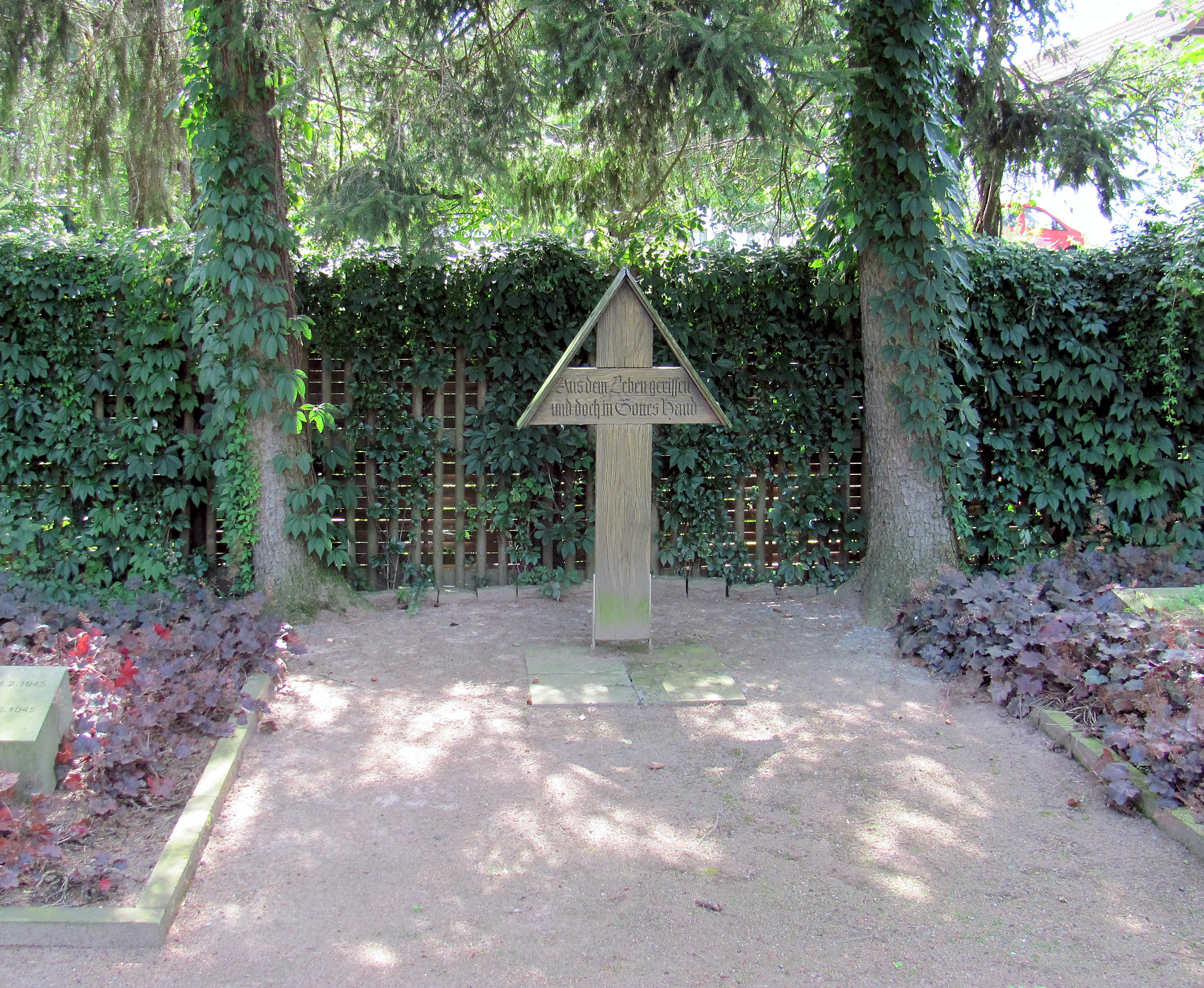
Radebeuler Bombenopfergrabstätte, Gedenkstock
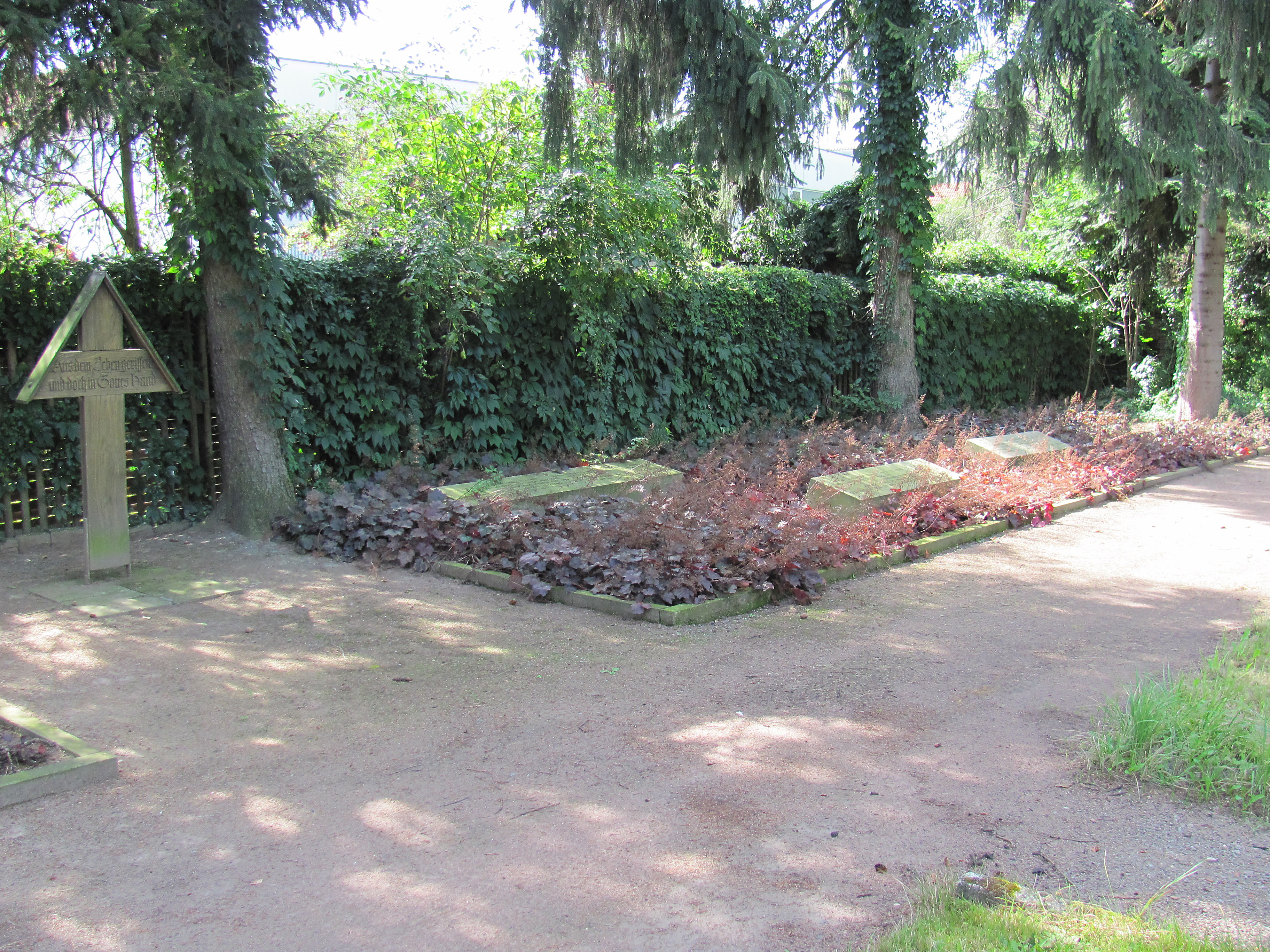
Radebeuler Bombenopfergrabstätte, rechte Seite